# Smalspoortunnel Canoy-Herfkens
De smalspoortunnel Canoy-Herfkens is een betonnen tunnel onder de spoorlijn Maastricht - Venlo in de buurtschap Egypte in Tegelen, sinds 2001 een stadsdeel van de Nederlandse gemeente Venlo (provincie Limburg). De tunnel is een typologisch unicum dat buiten Tegelen elders in Nederland niet voorkomt.

## Smalspoor Canoy-Herfkens
In 1893 legde baksteenfabriek Canoy-Herfkens een 1700 m lang smalspoor aan, het eerste industriële smalspoor in Tegelen. De spoorlijn met een spoorwijdte van 900 mm begon bij de fabriek aan de Maas, waarna het de tramlijn Venlo - Tegelen - Steyl en de hoofdspoorlijn kruiste en daarna verder liep naar de kleigroeve in buurtschap Egypte. De kiepkarren werden door een paard voortgetrokken, tot in 1923 een Deutz-locomotief werd aangeschaft. De kruising met de hoofdspoorweg was aanvankelijk een gelijkvloerse kruising totdat in 1929 de tunnel werd aangelegd.

## Smalspoortunnel
De betonnen tunnel is in een zakelijke stijl opgebouwd met elementen van het functionalisme. Kort na 1955 raakte het smalspoor in onbruik, maar pas in de jaren zestig werd het afgebroken waardoor alleen de tunnel overbleef. De tunnelschacht is circa 55m lang en heeft aan de westzijde een betonnen keermuur ter afscheiding van de parallelle weg Egypte. Met het verzonken maar niet overdekte gedeelte langs de keermuur is de tunnel 90m lang. Aan de westzijde is de tunnelschacht vrijwel geheel zichtbaar, aan de oostkant is door de verhoogde ligging van het terrein aldaar enkel de tunnelopening zichtbaar. De tunnel loopt onder de spoorweg en de hier parallel mee lopende verbindingsweg tussen de straten Egypte en Voerdijk. In de loop van de jaren werd de tunnel volgestort met zand en puin. De oostzijde groeide uiteindelijk vrijwel geheel dicht en de westzijde werd dichtgemetseld. In 2003 werd de tunnel een rijksmonument en uiteindelijk werd besloten deze tunnel en de smalspoortunnel De Hondsdiek te restaureren. In samenwerking met het IVN en de Heemkundige Kring Tegelen en met behulp van subsidies van de gemeente Venlo en de Euregio werd het plan ontwikkeld de tunnels om te vormen tot vleermuisverblijven. De tunnels bleken ideaal voor vleermuizen omdat het er donker en vochtig is. Vanwege de ligging onder de grond is het er in de winter niet te koud. In 2020 werd de restauratie afgerond; beide tunnels zijn nu afgesloten met open metalen hekken.

## Foto's

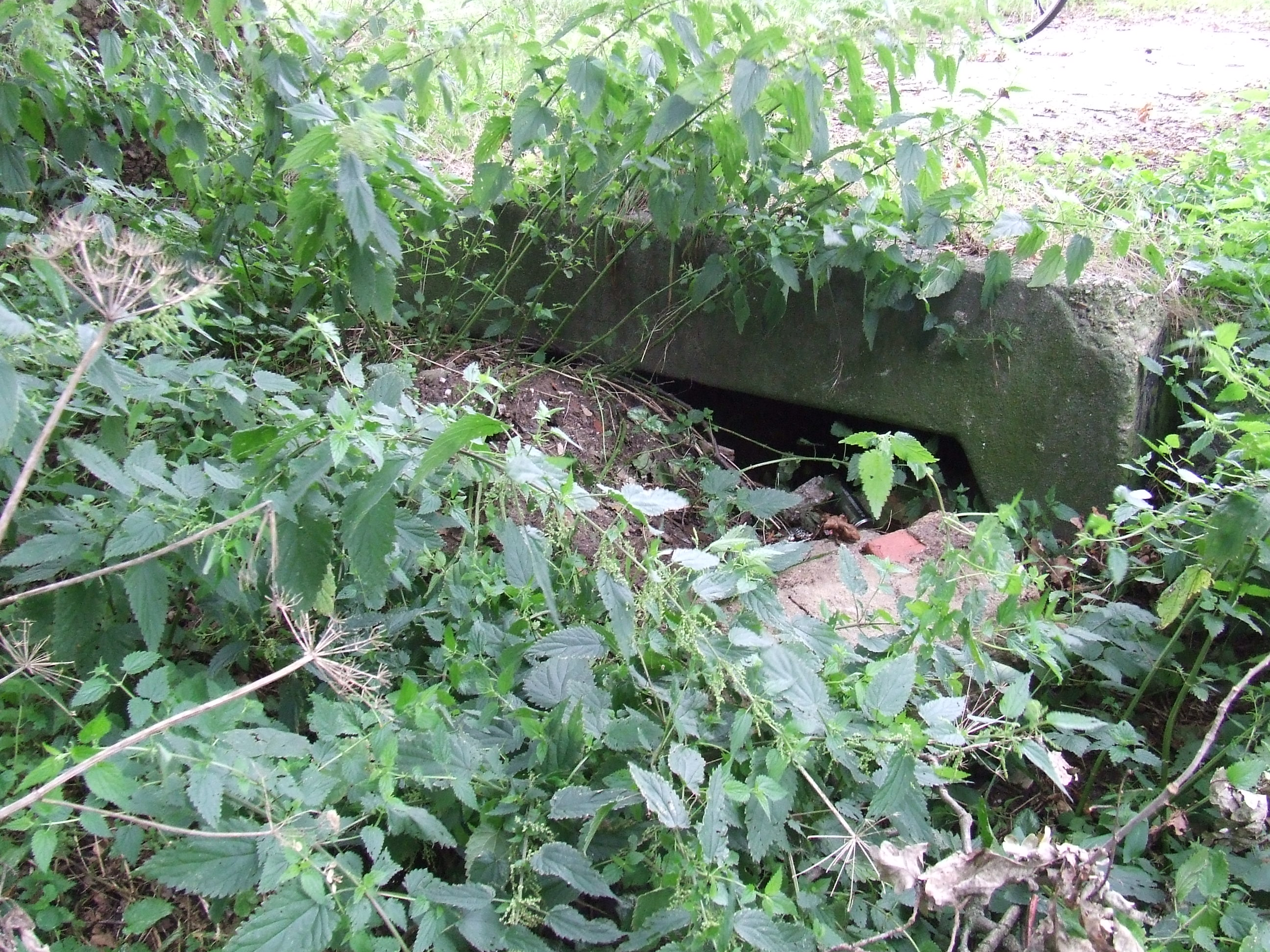
Oostzijde in 2014
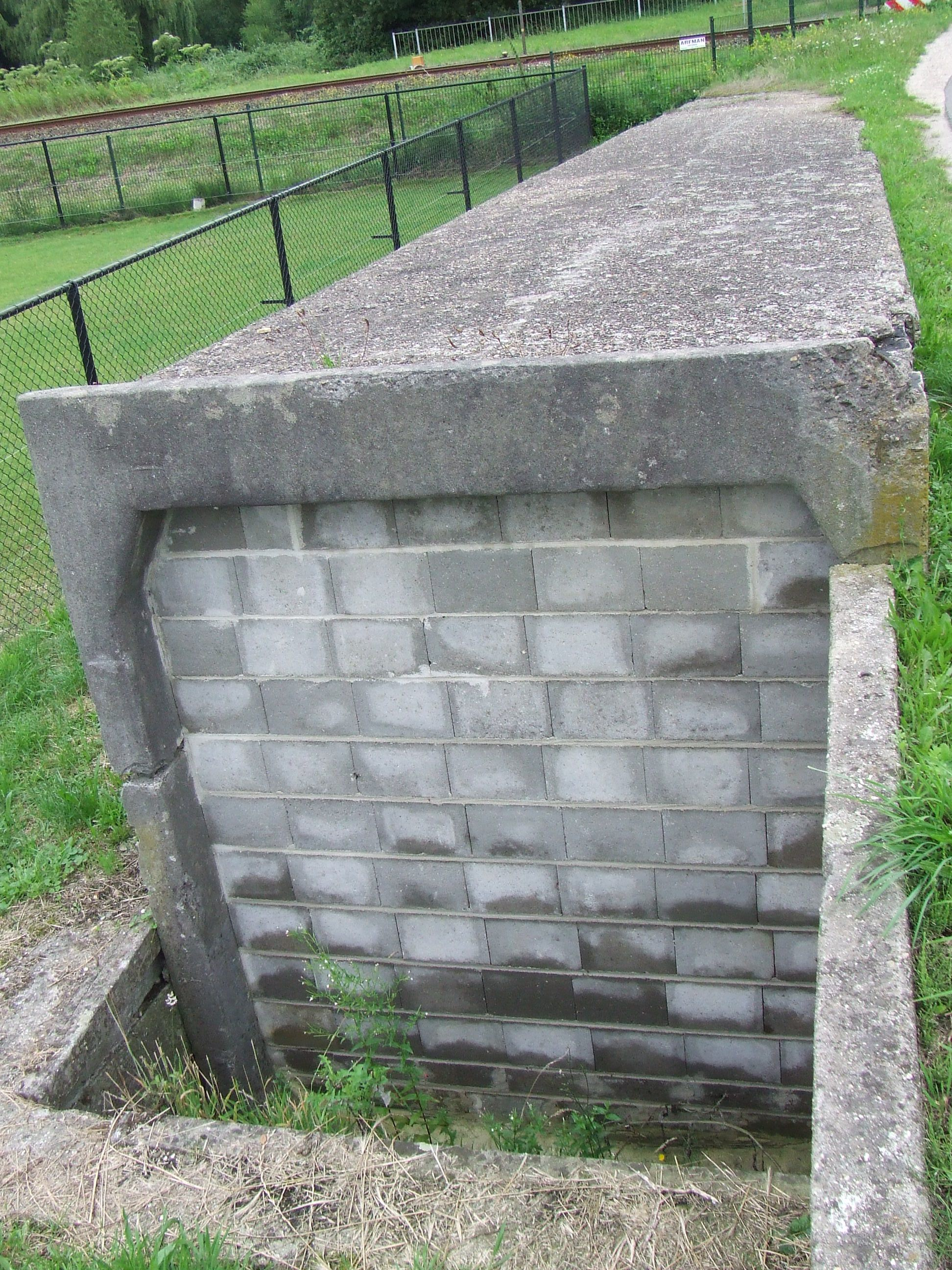
Westzijde in 2014…
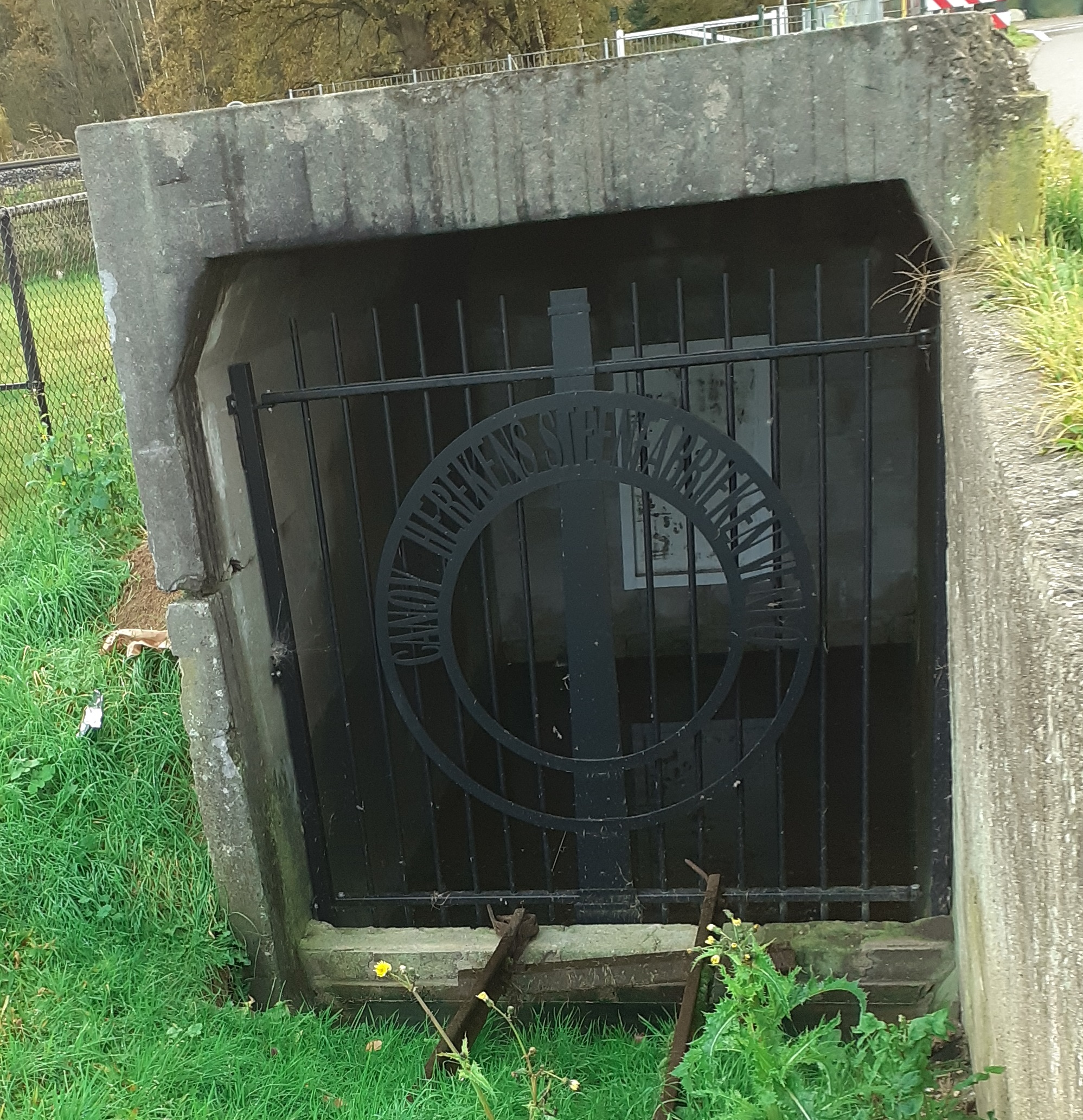
…en in 2023